# Twierdzenie Cantora-Bernsteina-Schrödera
Twierdzenie Cantora-Bernsteina-Schrödera – twierdzenie teorii mnogości głoszące, że jeśli zbiór {\displaystyle A} jest równoliczny z pewnym podzbiorem zbioru {\displaystyle B} oraz zbiór {\displaystyle B} jest równoliczny z pewnym podzbiorem zbioru {\displaystyle A,} to zbiory {\displaystyle A} i {\displaystyle B} są równoliczne.
Dla zbiorów {\displaystyle A,B} napiszemy, że {\displaystyle |A|\leqslant |B|,} ilekroć zbiór {\displaystyle A} jest równoliczny z pewnym podzbiorem zbioru {\displaystyle B.} Przy tych oznaczeniach możemy wyrazić twierdzenie Cantora-Bernsteina-Schrödera w następujący sposób symboliczny:
Jeśli {\displaystyle |A|\leqslant |B|} oraz {\displaystyle |B|\leqslant |A|,} to {\displaystyle |B|=|A|.}
Formułując jeszcze inaczej, twierdzenie to wyraża słabą antysymetrię relacji porządku na liczbach kardynalnych:
Jeśli {\displaystyle \kappa \leqslant \lambda } oraz {\displaystyle \lambda \leqslant \kappa ,} to {\displaystyle \kappa =\lambda .}

## Historia i źródła
Twierdzenie było sformułowane po raz pierwszy przez Georga Cantora w 1883 i 1895 (bez dowodu). Pierwszy kompletny dowód został podany przez Feliksa Bernsteina w 1897. Inną próbę dowodu przedstawił Ernst Schröder w 1898, zawierała ona jednak lukę. W literaturze matematycznej istnieje szereg różnych dowodów tego twierdzenia, te z początkowego okresu rozwoju teorii mnogości albo wymagały dodatkowych założeń, albo były niepełne albo bardzo skomplikowane. Dla bardziej kompletnej dyskusji historii tego twierdzenia oraz przeglądu różnych dowodów odsyłamy czytelnika do publikacji Zdzisława Skupienia (zobacz też Jerzy Mioduszewski) oraz artykułu R. Mańki i Agnieszki Wojciechowskiej.

## Dowód 1
Udowodnijmy najpierw następujący lemat.

### Lemat
Jeżeli {\displaystyle C\subseteq B\subseteq A} oraz {\displaystyle |A|=|C|,} to {\displaystyle |A|=|B|}.
Dowód lematu:
Przypuśćmy, że {\displaystyle C\subseteq B\subseteq A} oraz zbiór {\displaystyle A} jest równoliczny z {\displaystyle C.} Zatem możemy ustalić bijekcję {\displaystyle f\colon A\to C.}
Naszym celem jest skonstruowanie bijekcji ze zbioru {\displaystyle A} na {\displaystyle B.} Poniżej obraz zbioru {\displaystyle X\subseteq A} przez funkcję {\displaystyle f} jest oznaczany przez {\displaystyle f[X]} (tak więc {\displaystyle f[X]=\{f(x):x\in X\}}).
Zdefiniujmy rekurencyjnie ciąg zbiorów:
{\displaystyle Z_{0}=B\setminus C,\quad Z_{n+1}=f[Z_{n}].}
Łatwo zauważyć, że {\displaystyle Z_{n}\subseteq B} dla wszystkich {\displaystyle n=0,1,2,\dots } Połóżmy {\displaystyle Z=\bigcup \limits _{n=0}^{\infty }Z_{n}\subseteq B} i zdefiniujmy funkcję {\displaystyle g\colon A\to B} w następujący sposób:
{\displaystyle g(x)=\left\{{\begin{array}{l}f(x)&\mathrm {dla} \ x\in A\setminus Z\\x&\mathrm {dla} \ x\in Z\end{array}}\right..}
Powyższa formuła poprawnie definiuje funkcję z {\displaystyle A} w {\displaystyle B} i naszym celem jest wykazanie, że jest ona bijekcją (z {\displaystyle A} na {\displaystyle B}).
Pokażmy najpierw, że {\displaystyle g} jest różnowartościowa. W tym celu załóżmy, że {\displaystyle x_{1}\neq x_{2}} są elementami zbioru {\displaystyle A.} Dowodzimy, że {\displaystyle g(x_{1})\neq g(x_{2}),} rozważając 4 przypadki.
(i) Jeśli {\displaystyle x_{1},x_{2}\in Z,} to {\displaystyle g(x_{1})=x_{1}\neq x_{2}=g(x_{2}).}
(ii) Jeśli {\displaystyle x_{1},x_{2}\notin Z,} to {\displaystyle g(x_{1})=f(x_{1})\neq f(x_{2})=g(x_{2}),} co wynika z różnowartościowości funkcji f.
(iii) Przypuśćmy teraz, że {\displaystyle x_{1}\in Z,} ale {\displaystyle x_{2}\notin Z.} Załóżmy nie wprost, że {\displaystyle g(x_{1})=g(x_{2}).} Zauważmy, że w aktualnym przypadku mamy {\displaystyle g(x_{1})=x_{1}} oraz {\displaystyle g(x_{2})=f(x_{2}),} a więc {\displaystyle f(x_{2})=x_{1}\in Z.} Stąd {\displaystyle f(x_{2})\in Z_{n}} dla pewnego {\displaystyle n\in {\mathbb {N} }.} Jeżeli teraz {\displaystyle n=0,} czyli {\displaystyle f(x_{2})\in Z_{0},} to {\displaystyle f(x_{2})\in B\setminus C,} czyli w szczególności {\displaystyle f(x_{2})\notin C.} Jednak funkcja {\displaystyle f} była bijekcją na zbiór {\displaystyle C,} zatem otrzymaliśmy sprzeczność. Rozważmy teraz przypadek, gdy {\displaystyle n>0.} Wówczas {\displaystyle f(x_{2})\in Z_{n}=f[Z_{n-1}],} a zatem dla pewnego {\displaystyle z\in Z_{n-1}} mamy {\displaystyle f(x_{2})=f(z).} Ponieważ {\displaystyle f} jest różnowartościowa, otrzymujemy {\displaystyle x_{2}=z} a stąd {\displaystyle x_{2}\in Z_{n-1}.} Oczywiście jest to sprzeczne z założeniem, że {\displaystyle x_{2}\notin Z,} czyli uzyskaliśmy sprzeczność i w tym przypadku.
(iv) Jeśli {\displaystyle x_{1}\notin Z,} ale {\displaystyle x_{2}\in Z,} to argumentacja identyczna z przedstawioną w (iii) dowodzi, że {\displaystyle g(x_{1})\neq g(x_{2}).}
A zatem z (i)-(iv) wynika, że funkcja {\displaystyle g} jest różnowartościowa.
Ostatnim krokiem dowodu lematu jest pokazanie, że funkcja {\displaystyle g\colon A\to B} jest suriekcją, czyli że {\displaystyle g[A]=B.}
Wiemy, że {\displaystyle Z\subseteq B\subseteq A.} Mamy zatem:
{\displaystyle {\begin{aligned}g[A]&=g[(A\setminus Z)\cup Z]\\&=g[A\setminus Z]\cup g[Z]\\&=f[A\setminus Z]\cup Z\\&=f[A\setminus Z]\cup Z_{0}\cup \bigcup \limits _{n=0}^{\infty }Z_{n+1}\\&=f[A\setminus Z]\cup (B\setminus C)\cup \bigcup \limits _{n=0}^{\infty }f[Z_{n}]\\&=f[A\setminus Z]\cup (B\setminus C)\cup f{\big [}\bigcup \limits _{n=0}^{\infty }Z_{n}{\big ]}\\&=f[A\setminus Z]\cup (B\setminus C)\cup f[Z]\\&=f[A]\cup (B\setminus C)\\&=C\cup (B\setminus C)\\&=B.\end{aligned}}}
Wykazaliśmy zatem prawdziwość lematu.

### Dowód twierdzenia
Aby udowodnić twierdzenie, przypuśćmy, że zbiór {\displaystyle X} jest równoliczny z pewnym podzbiorem zbioru {\displaystyle Y} oraz zbiór {\displaystyle Y} jest równoliczny z pewnym podzbiorem zbioru {\displaystyle X.} Zatem możemy znaleźć funkcje różnowartościowe {\displaystyle f\colon X\to Y} oraz {\displaystyle g\colon Y\to X.} Połóżmy {\displaystyle A=X,\ B=g[Y]} oraz {\displaystyle C=g{\big [}f[X]{\big ]}.} Wówczas zbiory {\displaystyle A,B,C} spełniają założenia lematu, więc możemy wywnioskować, iż zbiory {\displaystyle A=X} i {\displaystyle B} są równoliczne. Ponieważ zbiory {\displaystyle B} i {\displaystyle Y} są równoliczne (o czym świadczy np. funkcja {\displaystyle g}), otrzymujemy, że zbiory {\displaystyle X} i {\displaystyle Y} są równoliczne.

## Dowód 2 (Banach,Tarski)
Poniżej rodzina wszystkich podzbiorów zbioru {\displaystyle X} jest oznaczana przez {\displaystyle 2^{X}.}

### Definicja
Niech będą dane zbiory {\displaystyle X,Y.} Powiemy, że funkcja {\displaystyle \varphi \colon 2^{X}\to 2^{Y}} jest monotoniczna, jeśli dla każdych zbiorów {\displaystyle A,B\in 2^{X},} takich że {\displaystyle A\subseteq B} zachodzi {\displaystyle \varphi (A)\subseteq \varphi (B).}

### Lemat A (twierdzenie Knastera-Tarskiego o punkcie stałym)
Niech {\displaystyle X} będzie zbiorem oraz niech {\displaystyle \varphi \colon 2^{X}\to 2^{X}} będzie funkcją monotoniczną. Wówczas odwzorowanie {\displaystyle \varphi } ma taki punkt stały {\displaystyle D} (to znaczy istnieje {\displaystyle D\in 2^{X},} że {\displaystyle \varphi (D)=D}).
Dowód lematu
Zdefiniujmy rodzinę zbiorów {\displaystyle {\mathcal {D}}=\{A\subseteq X:A\subseteq \varphi (A)\}.} Twierdzimy, że suma
{\displaystyle D=\bigcup _{A\in {\mathcal {D}}}A}
jest punktem stałym odwzorowania {\displaystyle \varphi .} Aby się o tym przekonać, zauważmy, iż dla każdego {\displaystyle A\in {\mathcal {D}}} zachodzi {\displaystyle A\subseteq D,} więc z monotoniczności {\displaystyle \varphi } wynika, że {\displaystyle \varphi (A)\subseteq \varphi (D).} Zatem
{\displaystyle \bigcup _{A\in {\mathcal {D}}}A\subseteq \bigcup _{A\in {\mathcal {D}}}\varphi (A)\subseteq \varphi (D),}
a stąd {\displaystyle D\subseteq \varphi (D).}
Korzystając kolejny raz z monotoniczności, dostajemy {\displaystyle \varphi (D)\subseteq \varphi (\varphi (D)),} więc {\displaystyle \varphi (D)\in {\mathcal {D}}.} Wobec tego {\displaystyle \varphi (D)} musi zawierać się w sumie rodziny {\displaystyle {\mathcal {D}},} czyli {\displaystyle \varphi (D)\subseteq D.}
Zachodzą więc obie inkluzje {\displaystyle D\subseteq \varphi (D)} i {\displaystyle \varphi (D)\subseteq D,} więc {\displaystyle D} jest punktem stałym odwzorowania {\displaystyle \varphi .}

### Lemat B
Niech będą dane zbiory X, Y i funkcje {\displaystyle f\colon X\to Y,} {\displaystyle g\colon Y\to X.} Wówczas odwzorowanie {\displaystyle \varphi \colon 2^{X}\to 2^{X}} dane wzorem
{\displaystyle \varphi (A)=X-g[Y-f[A]]}
jest monotoniczne.
Dowód lematu
Niech {\displaystyle A\subseteq B\subseteq X.} Wówczas {\displaystyle f[A]\subseteq f[B],} więc {\displaystyle Y-f[A]\supseteq Y-f[B]} i {\displaystyle g[Y-f[A]]\supseteq g[Y-f[B]].} Zatem:
{\displaystyle X-g[Y-f[A]]\subseteq X-g[Y-f[B]].}
Czyli z definicji funkcji {\displaystyle \varphi ,} {\displaystyle \varphi (A)\subseteq \varphi (B).}

### Dowód twierdzenia
Niech X i Y spełniają założenia twierdzenia i niech {\displaystyle f\colon X\to Y} oraz {\displaystyle g\colon Y\to X} będą funkcjami różnowartościowymi. Zdefiniujmy odwzorowanie {\displaystyle \varphi } jak w lemacie B:
{\displaystyle \varphi \colon 2^{X}\to 2^{X}\colon A\mapsto \varphi (A)=X-g[Y-f[A]].}
Wówczas na mocy lematu B jest to funkcja monotoniczna, a zatem z lematu A wynika istnienie zbioru {\displaystyle D,} takiego że {\displaystyle \varphi (D)=D,} co zachodzi gdy {\displaystyle D=X-g[Y-f[D]].} Czyli:
{\displaystyle X-D=g[Y-f[D]].}
Ponieważ {\displaystyle g} jest iniekcją, możemy zdefiniować funkcję {\displaystyle h\colon X\to Y} w następujący sposób:
{\displaystyle h(x)={\begin{cases}g^{-1}(x)&x\in X-D\\f(x)&x\in D\end{cases}}}
Funkcja {\displaystyle h} jest suriekcją. Istotnie,
{\displaystyle h[X]=h[D]\cup h[X-D]=f[D]\cup (Y-f[D])=Y.}
Aby wykazać iniektywność {\displaystyle h,} należy wziąć dwa elementy {\displaystyle x\in D} i {\displaystyle y\in X-D} i pokazać, że {\displaystyle h(x)\neq h(y)} (rozpatrywanie innych przypadków jest trywialne ze względu na iniektywność {\displaystyle f} i {\displaystyle g}). Pamiętając, że {\displaystyle X-D=g[Y-f[D]],} mamy, iż {\displaystyle h(y)\in Y-f(D).} Jednocześnie {\displaystyle h(x)=f(x)\in f[D],} więc {\displaystyle h(y),h(x)} należą do rozłącznych podzbiorów, zatem nie mogą być równe. W związku z tym {\displaystyle h} jest bijekcją pomiędzy zbiorami {\displaystyle X} i {\displaystyle Y,} a co za tym idzie, zbiory te są równoliczne.

## Przykład zastosowania
Twierdzenie Cantora-Bernsteina pozwala na proste uzasadnienie wielu faktów teorii mocy, co bez tego twierdzenia często pociągałoby konieczność przeprowadzania długich i skomplikowanych dowodów. Przykładowo łatwo jest wykazać, że dowolny przedział otwarty jest równoliczny ze zbiorem liczb rzeczywistych (równoliczność tę ustala złożenie funkcji liniowej z tangensem). Z twierdzenia Cantora-Bernsteina natychmiastowo otrzymujemy, że przedział domknięty również ma moc continuum, bo przecież: {\displaystyle (a,b)\subset [a,b]\subset R,} gdzie {\displaystyle a<b.}